# MercedesCup 2013
MercedesCup 2013 — тенісний турнір, що проходив на ґрунтових кортах у місті Штутгарт, Німеччина з 8 липня. Належав до категорії ATP World Tour 250.

## Фінальна частина

### Одиночний розряд
Фабіо Фоніні —  Філіпп Кольшрайбер 5–7, 6–4, 6–4

### Парний розряд
Факундо Баньїс /  Томас Беллуччі —  Томаш Беднарек /  Mateusz Kowalczyk 2–6, 6–4, [11–9]